# Cyclomenia
Cyclomenia is een geslacht van wormmollusken uit de  familie van de Simrothiellidae.

## Soort
- Cyclomenia holoserica Nierstrasz, 1902